# ルイビル・スラッガー・フィールド
ルイビル・スラッガー・フィールド（Louisville Slugger Field）は、アメリカのケンタッキー州ルイビルにある野球場。シンシナティ・レッズ傘下AAAルイビル・バッツの本拠地である。
大手バットブランドのルイビルスラッガーが命名権を取得。球場近くには同社の工場や博物館もあり、そちらは一般客の見学も可能。

## 歴史
1998年に建設を開始。
2000年、命名権を「ルイビル・スラッガー」のブランドを持つヒレリッチ・ブラッズバイ社が買収し、「ルイビル・スラッガー・フィールド」として開場。